# Тайська мова
Та́йська мова (тай. ภาษาไทย, МФА: [pʰa:sa:tʰɑj], пасатхай) — мова тайців. Належить до тайської групи тайсько-кадайської мовної сім'ї. Є офіційною мовою Таїланду. Кількість осіб, що розмовляють нею, становить 46 млн. Взаємозрозуміла носіями лаоської мови.

## Тайська абетка
Тайська абетка використовується в тайській мові та в мовах національних меншин Таїланду. В алфавіті 44 приголосних звуки, 4 приголосних не входять до основної абетки (2 нині не використовуються), 28 голосних форм та 4 діакритичних знаки для позначення тонів. Приголосні пишуться горизонтально зліва направо, голосні — розташовуються зверху, знизу, ліворуч або праворуч від відповідної приголосної. На відміну від латиниці й кирилиці, у тайській абетці не розрізняються малі та великі літери. Пробіли між словами зазвичай не ставляться. Читання спрощується тим, що більшість тайських слів односкладові. Речення розділяються пробілами.
Тайська абетка походить від давньокхмерського письма, яке є південно-брахмічним стилем писемності, що називається ваттелутту. Цей стиль був також відомий під назвою паллава і досліджений Дж. Седом. За переказами, абетку було створено в 1283 році королем Рамакхамхаенгом Великим.
Існують також тайські цифри, однак зазвичай використовуються індійсько-арабські.

## Тони
У тайській мові є 5 тонів:
- Середній тон (maa) вимовляється без емоцій.
- Високий тон (máа) вимовляється із жалісною інтонацією.
- Низький тон (màа) вимовляється з тембром голосу до низу.
- Висхідний тон (mâa) вимовляється з інтонацією запитання.
- Низхідний тон (mǎa) вимовляємо, немов падаємо з обриву.

## Дифтонг
Дифтонг — це складний голосний звук, який складається з двох елементів, утворюючи один склад чим і підтримується фонетична цілісність дифтонга.
เ-ีย (ііа) -ว- (уа) เ-ือ (uua) ไ- (ai) เ-า (au)
-ำ (am) ฤ (rri) เ-ียะ (ua) เ-ือะ (uua) -ัวะ (ya)